# Rivière Severn (lac Huron)
Pour les articles homonymes, voir Rivière Severn.
La rivière Severn est un cours d'eau du Centre de l'Ontario, au Canada.

## Géographie
À partir de la décharge du lac Simcoe, la rivière coule sur environ 80 km jusqu'à son embouchure dans la baie Georgienne au village de Port Severn, au sud-est du lac Huron. Son cours traverse le lac Couchiching, puis le lac Sparrow (en), vers le nord. 
La rivière fait partie de la voie navigable Trent-Severn, qui relie le lac Ontario au lac Huron. Jusqu’à l’ouverture de la voie navigable, la rivière était utilisée pour transporter les troncs des arbres jusqu’aux scieries situées en aval le long de la rivière. Il y a aussi deux stations hydroélectriques le long de son cours.